# ام‌اس آزورا
ام‌اس آزورا (به انگلیسی: MS Azura) یک کشتی است که طول آن ۲۹۰٫۰ متر (۹۵۱ فوت ۵ اینچ) می‌باشد. این کشتی در سال ۲۰۰۹ ساخته شد.